# Mesapamea secalis
Mesapamea secalis là một loài bướm đêm thuộc họ Noctuidae. Loài này có ở châu Âu, tây bắc Châu Phi, Thổ Nhĩ Kỳ và miền bắc Iran.

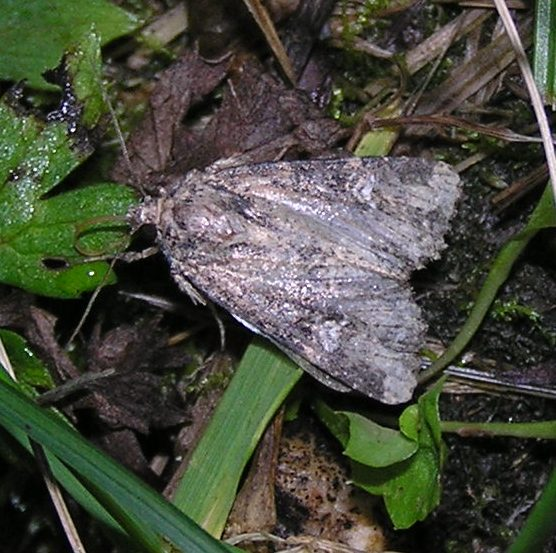

Sải cánh dài 27–30 mm. Con trưởng thành bay từ tháng 7 đến tháng 8 tùy theo địa điểm.
Ấu trùng đục thân nhiều loại cỏ, bao gồm Gramineae, Phleum và Alopecurus, Triticum aestivum, Secale cereale, Elytrigia repens, Elymus arenarius, Dactylis glomerata và Festuca arundinacea.

## Hình ảnh

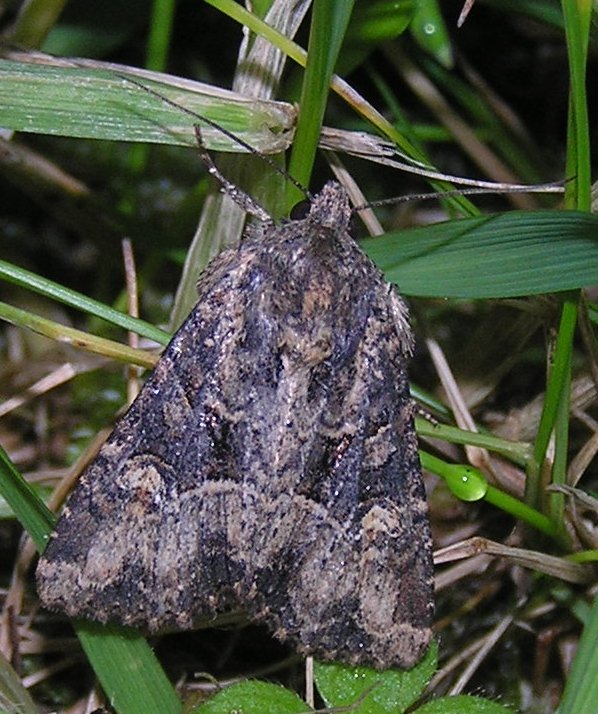
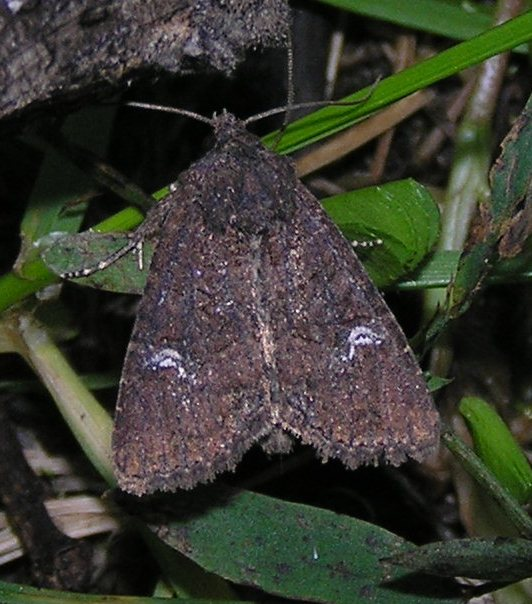
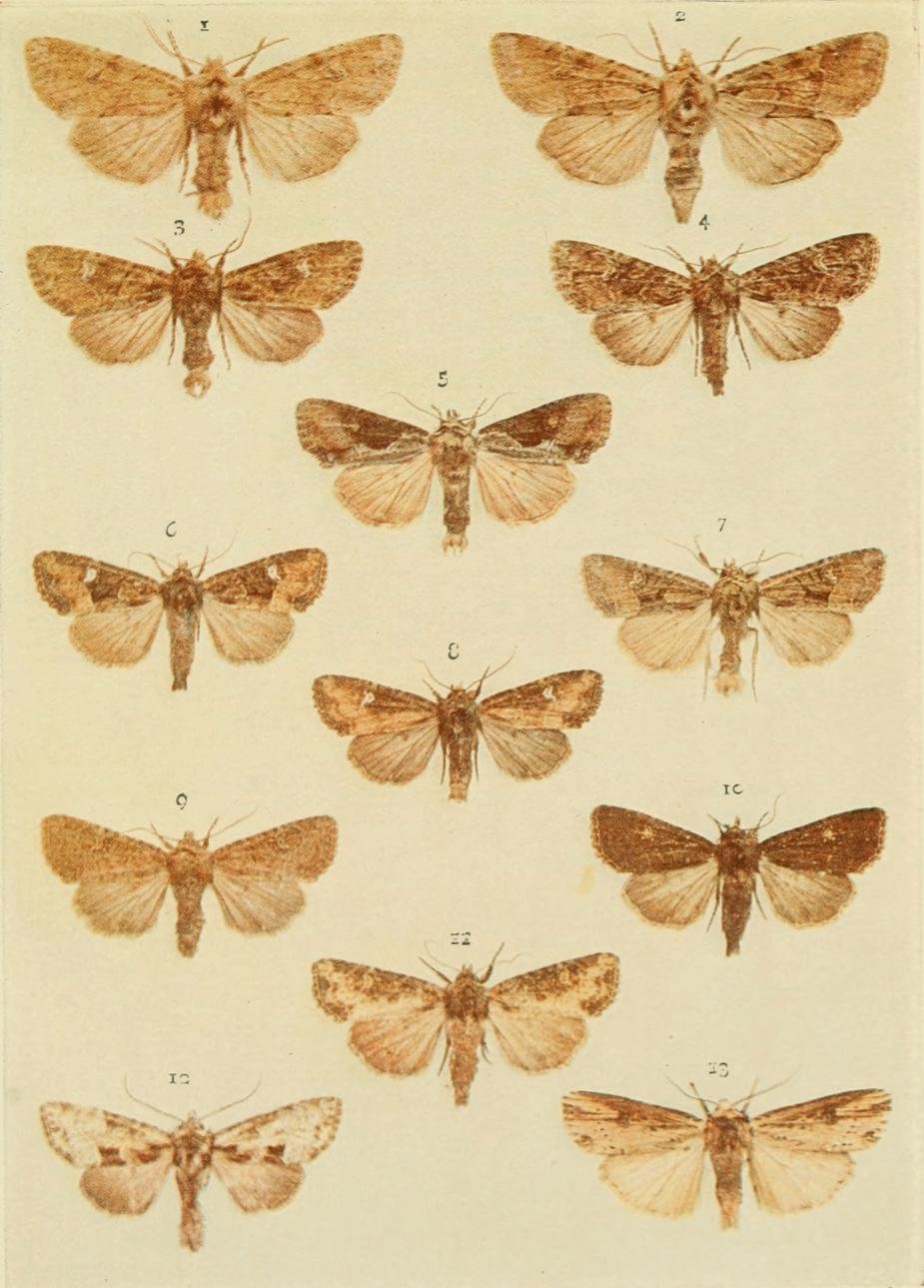